# John Aylward
Pour les articles homonymes, voir Aylward.
John Aylward, né le 7 novembre 1946 à Seattle (Washington) et mort le 16 mai 2022 dans la même ville, est un acteur américain.

## Biographie
À la télévision, il est remarqué pour son rôle du Dr Donald Anspaugh dans la série Urgences.
Au cinéma, il a joué dans les films : Les Trois fugitifs, Les Tortues ninja III, Mon copain Buddy, Armageddon, Instinct, Treize jours, Les Visiteurs en Amérique, Bad Company, Bye Bye Love, Sa mère ou moi, L'Affaire Josey Aimes, The Crazies, De l'eau pour les éléphants, Gangster Squad, Albert à l'ouest et The Way Back.
Toujours à la télévision, il a notamment joué dans : Nip/Tuck, New York, police judiciaire, Alias, X-Files, Stargate SG-1, Cold Case : Affaires classées, FBI : Portés disparus, Mentalist, Les Experts, Mad Men, Fringe, American Horror Story: Asylum et Yellowstone.

## Filmographie

### Cinéma
- 1989 : Les Trois fugitifs de Francis Veber
- 1993 : Les Tortues ninja III de Stuart Gillard : Niles
- 1998 : Mon copain Buddy de Caroline Thompson : M. Joe Bowman
- 1998 : Armageddon de Michael Bay : Dr Banks
- 1999 : Instinct de Jon Turteltaub : Warden Keefer
- 2000 : Treize jours de Roger Donaldson : Orville Dryfoos
- 2001 : Les Visiteurs en Amérique : Byron
- 2002 : Bad Company : officier Ferren
- 2003 : Bye Bye Love : E. G.
- 2005 : Sa mère ou moi ! (Monster-in-Law) : Prêtre
- 2006 : L'Affaire Josey Aimes : juge Halsted
- 2006 : La Prophétie des Andes (The Celestine Prophecy)
- 2010 : The Crazies de Breck Eisner : Maire Hobbs
- 2011 : De l'eau pour les éléphants (Water for Elephants) : Mr. Erwin
- 2012 : Gangster Squad : juge Carter
- 2014 : Albert à l'ouest : pasteur Wilson
- 2020 : The Way Back : Père Edward Devine

### Télévision
- 1990-1992 : Bienvenue en Alaska (TV) - Charles « Red » Murphy (4 épisodes) (ses scènes d'un épisode ont été coupés au montage)
- 1996-2009 : Urgences (TV) : le docteur Donald Anspaugh
- 1998 : De la Terre à la Lune (TV) : docteur Pemberton
- 1996 : Troisième planète après le Soleil (TV) : Registrar
- 1997 : Une maman formidable (TV)
- 1998 : Créature (TV) : Ben Madiera
- 1999 : Vote sous influence (Swing Vote) (TV) : Justice Benjamin « Rip » Ripley
- 2000 : Secret Agent Man (TV) : Dr Phil Etherington
- 2000 : The Others (Les Médiums (TV) : 13 épisodes dans le rôle d'Albert McGonagle
- 2001 : Diagnostic : Meurtre : (TV) : capitaine Woodruff
- 2001 - 2006 : Alias (TV) : Jeffrey Davenport, un membre de la CIA détenteur du grade Alpha Black
- 2002 : X-Files : Aux frontières du réel (épisode Irréfutable) : le docteur John Rietz
- 2006 : Stargate SG-1, saison 9 : président Nadal
- 2006 : Cold Case : Norman Campbell
- 2007 : FBI : Portés disparus : Bernard Fields
- 2008 : Mentalist : Professeur Stutzer
- 2008 : Les Experts : Dr. Paul Anton
- 2011 : Facing Kate : Sam Childs
- 2011 : Mad Men : Geoffrey Atherton
- 2012 : American Horror Story: Asylum (TV): l'exorciste (épisode 2)
- 2012 : Fringe (TV) : Dr Franck (saison 4, épisode 13)
- 2018 : Yellowstone (TV) : Père Bob